# Europese weg 691
De Europese Weg 691 of E691 is een weg in het Europese E-routenetwerk die loopt van Asjtarak in Armenië via Georgië naar Horasan in Turkije. De route heeft een lengte van ongeveer 550 kilometer.

## Algemeen
De Europese weg 691 is een Klasse B-verbindingsweg en verbindt het Armeense Asjtarak met het Turkse Horasan en komt hiermee op een afstand van ongeveer 550 kilometer. De route is door de UNECE vastgelegd als Ashtarak - Gjoemri - Asjotsk - Vale - Turkgözü - Posof - Kars - Horasan, en verbindt daarmee de E117 met de E80. De oorspronkelijke route liep tot het Georgische Vale aan de Turkse grens, maar in 2004 werd de route doorgetrokken naar het Turkse Horasan om de E691 te verbinden met de E80. De E691 gaat over voornamelijk tweebaans autowegen.
De belangrijkste plaatsen die deze E-route aandoet zijn Gjoemri, de tweede stad van Armenië, de Georgische provinciesteden Ninotsminda, Achalkalaki, Achaltsiche en de Turkse plaatsen Kars en Horasan.

## Nationale wegen
De E691 loopt over de volgende nationale wegen:
| Nummer  | Tracé                 |
| Armenië | Armenië               |
| ------- | --------------------- |
| Մ1      | Asjtarak - Georgië    |
| Georgië |                       |
| ს11     | Armenië - Achaltsiche |
| ს8      | Achaltsiche - Turkije |
| Turkije |                       |
| D-955   | Georgië - Ardahan     |
| D-965   | Ardahan - Kars        |
| D-957   | Kars - Karakurt       |
| D-080   | Karakurt - Horasan    |